# Raimundo Fernández-Cuesta
Raimundo Fernández-Cuesta (Madrid, 5 ottobre 1896 – Madrid, 9 luglio 1992) è stato un politico e diplomatico spagnolo.
È stato l'ultimo capo della Falange spagnola.

## Biografia
Avvocato e notaio, iniziò in politica con la Falange Spagnola. Arrestato nel luglio 1936 a Madrid dai repubblicani, dove rimase più di un anno prima di fuggire. Accettò dal generale Franco il 2 dicembre 1937 la carica di segretario generale della "FET y de las JONS" e il 30 gennaio 1938 di ministro dell'agricoltura nel governo provvisorio.
Con la fine della guerra civile spagnola fu ambasciatore in Brasile e in Italia. Nel 1945 diventa ministro della Giustizia fino al 1951.
Dal 1951 fino al 1956 fu Ministro Segretario generale del Movimiento Nacional. Dal 1956 al 1977 fu procurador (deputato) nelle Cortes Españolas.
Dal 1978 al 1983 guidò la ricostituita Falange Española de las JONS.